# Cine Windsor
El Cine Windsor (en inglés: Windsor Cinema) está ubicado en la autopista 98 Stirling, Nedlands, Australia Occidental. Es un cine art déco diseñado por el arquitecto William T. Leighton y construido en 1937 que está actualmente arrendado por Luna Palace Cinemas. El Teatro de Windsor fue construido en 1937 por WH Ralph y sus hijos para E.P Nelson of Claremont District Pictures.  Fue edificado en ladrillo con acabados enlucidos externamente e internamente. El Windso tiene el típico estilo de una variedad de salas de cine australianas construidas durante los 1930s y 40s, con la inclusión de un proyector móvil que podría ser utilizado para las películas de pantalla en el jardín adyacente que era único en su tiempo.